# Ilybius chalconatus
Ilybius chalconatus là một loài bọ cánh cứng bản địa của Cổ bắc giới, bao gồm châu Âu, Cận Đông và Bắc Phi. Ở châu Âu, nó được tìm thấy ở Áo, Bỉ, Bosna và Hercegovina, Britain, Bulgaria, Corse, Kríti, Croatia, Cộng hòa Séc, mainland Đan Mạch, Estonia, Phần Lan, Chính quốc Pháp, Đức, Hy Lạp lục địa, Hungary, Ireland, Chính quốc Ý, Kaliningrad, Latvia, Litva, Luxembourg, Cộng hòa Macedonia, Moldova, Ba Lan, Chính quốc Bồ Đào Nha, Nga (miền trung, East và tây bắc), Sardegna, Sicilia, Slovakia, Slovenia, Chính quốc Tây Ban Nha, Thụy Điển, Thụy Sĩ, Hà Lan, Ukraina, và Nam Tư.

## Hình ảnh

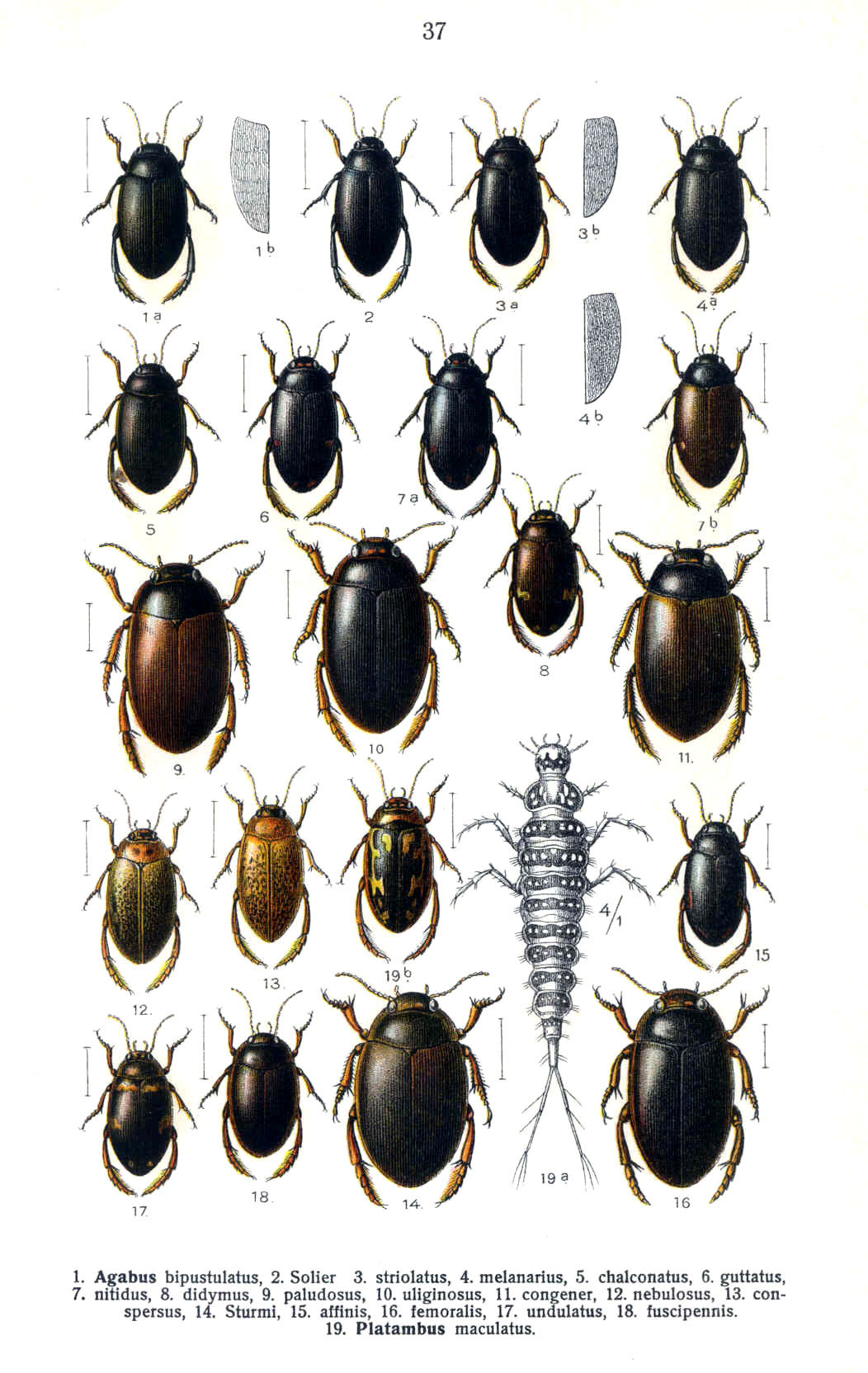